# Estadio del Real Ejército Tailandés
El Royal Thai Army Stadium (en español: Estadio del Real Ejército Tailandés) también llamado Thai Army Sports Stadium es un estadio multiusos ubicado en la ciudad de Bangkok en Tailandia. El estadio fue inaugurado en 1970 y posee una capacidad para 20.000 personas. El recinto es propiedad del Real Ejército Tailandés cuyo club de fútbol el Army United Football Club participa en la Liga Premier de Tailandia  Además es utilizado por clubes tailandeses en competiciones internacionales de fútbol y para partidos que involucran a equipos nacionales en torneos internacionales organizados por Tailandia donde los anfitriones no están involucrados.
El estadio a celebrado variados torneos deportivos, destacan la Copa Suzuki AFF 2007 (Campeonato de Fútbol de la ASEAN).

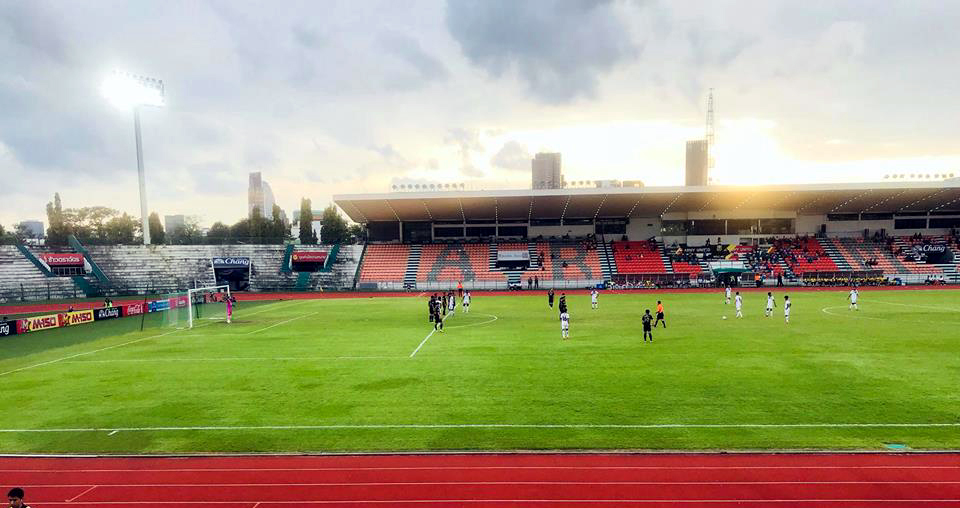